# Hysteric Ego
Hysteric Ego was een house-project van producer Robert White. Daarmee maakte hij enkele platen waarvan Want Love (1996), de succesvolste was.

## Biografie
Robert White raakte in de vroege jaren negentig betrokken bij de dancescene. In de vroege jaren negentig werkt hij mee aan het project Whyte, dat enkele singles uitbrengt. Halverwege de jaren negentig begint hij zelf met het produceren van housemuziek. Een vriend van hem heeft in die periode een winkel met de naam Hysteric Glamour. Als hij op een gegeven moment bij een Londense club een ballon met de tekst "Inflate your ego" ziet, bedenkt hij de naam Hysteric Ego. Daarmee maakt hij de plaat Want Love (1996) waarop hij Colonel Abrams en Cozy Powell sampled. Ook The Bomb! van The Bucketheads, wordt gebruikt. Later moet hij vanwege rechten de vocalen van opnieuw laten inzingen. Want Love groeit in meerdere landen uit tot een hit. In Nederland wordt het een Dancesmash op Radio 538, maar weet de plaat niet de hitlijsten te bereiken.
Rond deze periode maakt White ook een handvol remixen, waarvan Ooh aah... Just a little bit van Gina G de bekendste is. De jaren daarna maakt hij in eigen land nog bescheiden hits met Ministry Of Love (1997) en Time To Get Back (1998). Hierna verdwijnt White weer in de anonimiteit, al blijft hij op kleine schaal actief. In 2012 maakt hij nog de single I Think You'Re Amazing met Pryce Oliver. En in 2015 maakt hij de single Colours.